# Irina Rodrigues
Irina Cristiana Carreira Rodrigues  (* 5. Februar 1991 in Leiria) ist eine portugiesische Leichtathletin. 

## Werdegang
Rodrigues trainiert bei Sporting Lissabon. Bei den Juniorenweltmeisterschaften 2008 in Bydgoszcz nahm sie erstmals an einer internationalen Großveranstaltung teil. Mit einer Weite von 48,15 Metern verfehlte sie als Siebte die Qualifikation für das Finale. Zwei Jahre später wurde sie bei den Juniorenweltmeisterschaften 2010 in Moncton mit 52,75 Metern Fünfte. 
2012 nahm sie an den Olympischen Spielen in London teil, verfehlte mit einer Weite von 57,23 Metern das Finale aber deutlich und belegte am Ende Rang 32. 2013 nahm sie an den Weltmeisterschaften 2013 in Moskau teil und schied mit einer Weite von 57,64 Metern als Zehnte der Qualifikation aus.
Bei den Olympischen Spielen 2024 in Paris belegte Rodrigues im Finale mit 61,19 m den 9. Platz, nachdem sie in der Qualifikation 62,90 m geworfen hatte.
Ihre persönliche Bestleistung erzielte sie im Mai 2012 mit 62,91 Metern bei einem Sportfest in Halle (Saale).